# 김하늘 (골프 선수)
김하늘(1988년 12월 17일 ~ )은 대한민국의 골프 선수이다.

## 수상
- 2008년 KLPGA 투어 제3회 휘닉스파크 클래식 우승
- 2008년 KLPGA 투어 2008 힐스테이트 서경여자오픈 우승
- 2008년 KLPGA 투어 제13회 SK에너지 인비테이셔널 우승
- 2011년 KLPGA 투어 제5회 현대건설 서울경제 여자오픈 우승
- 2011년 KLPGA 투어 제12회 하이트진로 챔피언십 우승
- 2011년 KLPGA 투어 이데일리 - KYJ골프 여자오픈 우승
- 2011년 볼빅 한국여자프로골프 대상
- 2011년 볼빅 한국여자프로골프 대상 상금왕
- 2012년 KLPGA 투어 러시앤캐시 채리티 클래식 우승
- 2012년 볼빅 한국여자프로골프 대상 상금왕
- 2013년 KLPGA 투어 MBN 김영주골프 여자오픈 우승
- 2015년 JLPGA 투어 먼싱웨어 레이디스 도쿄클래식 우승
- 2016년 JLPGA 투어 AXA 레이디스 골프 토너먼트 in MIYAZAKI 우승
- 2016년 JLPGA 투어 LPGA 챔피언십 리코컵 우승
- 2017년 JLPGA 투어 사이버 에이전트 레이디스 골프 토너먼트 우승
- 2017년 JLPGA 투어 월드 레이디스 챔피언십 살롱파스컵 우승
- 2017년 JLPGA 투어 산토리 레이디스 오픈 골프 토너먼트 우승